# جيرالدين وول
جيرالدين وول (بالإنجليزية: Geraldine Wall)‏ هي ممثلة أمريكية، ولدت في 24 يونيو 1912 في شيكاغو في الولايات المتحدة، وتوفيت في 22 يونيو 1970 في وودلاند هيلز، كاليفورنيا في الولايات المتحدة بسبب ذات الرئة.

## وصلات خارجية
- جيرالدين وول على موقع IMDb (الإنجليزية)
- جيرالدين وول على موقع قاعدة بيانات برودواي على الإنترنت (الإنجليزية)
- جيرالدين وول على موقع قاعدة بيانات الفيلم (الإنجليزية)